# Artur Pikoń
Artur Pikoń  (ur. 26 września 1962 w Bielsku-Białej) – generał brygady Wojska Polskiego w stanie spoczynku; dowódca 2 Brygady Zmechanizowanej (2014–2018); dowódca 10 Brygady Kawalerii Pancernej (2018–2020); szef Zarządu Wojsk Pancernych i Zmechanizowanych - zastępca inspektora Wojsk Lądowych (2020–2022).

## Życiorys
Artur Pikoń urodził się 26 września 1962 r. w Bielsku-Białej.

### Wykształcenie
Absolwent: Wyższej Szkoły Oficerskiej Wojsk Pancernych w Poznaniu (1985); Akademii Obrony Narodowej w Warszawie (1995); podyplomowych studiów operacyjno-strategicznych w Akademii Obrony Narodowej (2007); podyplomowych studiów w zakresie Polityki Obronnej w AON (2013).

### Służba wojskowa
We wrześniu 1981 r. podjął studia wojskowe jako podchorąży w Wyższej Szkole Oficerskiej Wojsk Pancernych w Poznaniu, które ukończył w 1985 r. i został promowany na podporucznika. Zawodową służbę wojskową rozpoczął w 1985 r. w Żaganiu, gdzie w 29 pułku czołgów, następnie po przeformowaniu jednostki wojskowej od 1989 r. w 29 pułku zmechanizowanym, po czym od 1992 r. w 120 pułku zmechanizowanym pełnił służbę na stanowiskach: dowódcy plutonu czołgów, dowódcy kompanii czołgów, szefa sztabu – zastępcy dowódcy batalionu oraz dowódcy batalionu zmechanizowanego. W 1995 r. otrzymał przydział służbowy do Żar, gdzie pełnił służbę w 11 Brygadzie Zmechanizowanej na stanowiskach: kierownika sekcji operacyjnej, szefa szkolenia – zastępcy dowódcy brygady. W 1996 r. objął funkcję dowódcy 10 batalionu rozpoznawczego w Żaganiu z 11 Dywizji Kawalerii Pancernej. W 1997 r. otrzymał przydział służbowy do Żar, gdzie przyjął stanowisko szefa szkolenia-zastępcy dowódcy 11 Brygady Zmechanizowanej. W latach 1999–2006 był szefem sztabu – zastępcą dowódcy oraz szefem szkolenia 34 Brygady Kawalerii Pancernej w Żaganiu. W 2007 r. po ukończeniu studiów podyplomowych w zakresie Operacyjno – Strategicznym na Akademii Obrony Narodowej został skierowany służbowo do Złocieńca, gdzie rozpoczął służbę w 2 Brygadzie Zmechanizowanej na stanowisku zastępcy – dowódcy brygady. W roku 2010 r. otrzymał przydział służbowy do Szczecina, gdzie w 12 Dywizji Zmechanizowanej pełnił służbę na stanowiskach: szefa szkolenia, zastępcy szefa sztabu ds. operacyjnych oraz zastępcy dowódcy – szefa sztabu. W międzyczasie ukończył studia podyplomowe w zakresie Polityki Obronnej. 9 grudnia 2014 r. w Złocieńcu w obecności dowódcy 12 Szczecińskiej Dywizji Zmechanizowanej gen. dyw. Marka Mecherzyńskiego objął obowiązki dowódcy 2 Brygady Zmechanizowanej od gen. bryg. Andrzeja Kuśnierka. 3 sierpnia 2018 r. w Świętoszowie w obecności dowódcy generalnego RSZ gen. broni Jarosława Miki objął obowiązki dowódcy 10 Brygady Kawalerii Pancernej od gen. bryg. Dariusza Parylaka. W dniach 25–26 sierpnia 2018 r. będąc w delegacji najwyższych władz państwowych z Polski i Francji oraz 11 Lubuskiej Dywizji Kawalerii Pancernej i Zarządu Federacji Organizacji Polskich Pancerniaków, z gen. dyw. Stanisławem Czosnkiem, uczestniczył w Normandii i we Francji w uroczystościach (Mont Ormel, wzgórze nr 262, Cmentarz Wojskowy w Langannerie) upamiętniających żołnierzy 1 Polskiej Dywizji Pancernej (1 PDPanc) poległych w sierpniu 1944 r.. 20 marca 2020 r. w Świętoszowie przekazał dowodzenie 10 Brygadą Kawalerii Pancernej dla płk Rafała Kowalika, po czym objął funkcję szefa Zarządu Wojsk Pancernych i Zmechanizowanych - zastępca inspektora Wojsk Lądowych DG RSZ. 12 listopada 2019 r. został mianowany przez prezydenta RP Andrzeja Dudę na stopień generała brygady. 27 stycznia 2022 r. po ponad 40 latach zakończył zawodową służbę wojskową, został pożegnany przez dowódcę generalnego RSZ generała Jarosława Mikę.

## Awanse
- podporucznik – 1985[2]

(...)
- generał brygady – 12 listopada 2019[9]

## Ordery, odznaczenia i wyróżnienia[10][11]
- Brązowy Krzyż Zasługi
- Złoty Medal „Za zasługi dla obronności kraju”
- Złoty Medal „Siły Zbrojne w Służbie Ojczyzny”
- Srebrny Medal „Siły Zbrojne w Służbie Ojczyzny”
- Odznaka pamiątkowa 2 Brygady Zmechanizowanej – 2014 (ex officio)
- Odznaka pamiątkowa 10 Brygady Kawalerii Pancernej – 2018 (ex officio)
- Replika sztandaru 10 Brygady Kawalerii Pancernej – 2020[12]
- Odznaka Honorowa Wojsk Lądowych
- Honorowa broń biała „Kordzik Honorowy Sił Zbrojnych RP”

i inne

## Garnizony w przebiegu służby
W ponad 40 letniej służbie wojskowej był w garnizonach:
1. Poznań (1981–1985) ↘
2. Żagań (1985–1992) → Świętoszów (1992–1995) ↘
3. Warszawa (1995) ↘
4. Żary (1995–1996) → Żagań (1997–1998) → Żary (1998–1999) → Żagań (1999–2007) ↘
5. Warszawa (2007) ↘
6. Złocieniec (2007–2010) → Szczecin (2010–2013) ↘
7. Warszawa (2013) ↘
8. Złocieniec (2014–2018) → Świętoszów (2018–2020) ↘
9. Warszawa (2020–2022)